# John Barry (chef décorateur)
Pour les articles homonymes, voir John Barry et Barry.
John Barry est un chef décorateur britannique né en 1935 à Londres et décédé le 1er juin 1979 dans cette même ville.

## Biographie
Il a étudié l'architecture, avant de se spécialiser dans la décoration. Sa première expérience au cinéma le fut comme dessinateur sur Cléopâtre en 1963. Son premier film en tant que chef décorateur fut Decline and Fall... of a Birdwatcher en 1968.
Dans les années 1970, il enchaîna des films de premier plan, comme Orange mécanique, La Guerre des étoiles, Superman et Superman 2. Grâce à ses succès au box-office, il se voit offrir la possibilité de réaliser son propre film, Saturn 3, projet que son décès en 1979, d'une méningite, lors du tournage de L'Empire contre-attaque ne lui permettra pas d'achever.

## Filmographie
- 1963 : The Marked One (en) (non crédité)
- 1963 : Meurtre au galop (non crédité)
- 1968 : Decline and Fall... of a Birdwatcher
- 1970 : De l'or pour les braves
- 1971 : Orange mécanique
- 1972 : La Cible hurlante
- 1974 : Le Petit Prince
- 1974 : Phase IV
- 1975 : Les Aventuriers du Lucky Lady (Lucky Lady), de Stanley Donen
- 1977 : La Guerre des étoiles
- 1978 : Superman
- 1979 : Fast Break (non crédité)
- 1979 : A Force of One
- 1980 : L'Empire contre-attaque
- 1980 : Saturn 3

## Distinctions

### Récompenses
- Oscars 1978 : Oscar des meilleurs décors pour La Guerre des étoiles
- Saturn Award 1979 : Saturn Award des meilleurs décors pour Superman

### Nominations
- BAFTA 1973 : British Academy Film Award des meilleurs décors pour Orange mécanique
- BAFTA 1979 : meilleurs décors pour La Guerre des étoiles et Superman